# Социология рационального выбора
Социология рационального выбора основывается на теории социального обмена и экономических теорий рационального выбора. Концепция рационального действия индивидов переносится на поведение всей системы, состоящей из тех же самых индивидов. Идея перенести принципы методологического индивидуализма на уровень корпоративных акторов родилась в ответ на неспособность экономистов объяснить такие хозяйственные явления, как возникновение паники на бирже или отношения доверия в обществах взаимного кредитования.
Социология рационального выбора возрождает идеи утилитаризма в социологии, который рассматривает человека как утилизатора полезности.

## Авторы
- Джордж Хоманс
- Джеймс Коулман